# Mắt Ngọc
Mắt Ngọc là một nhóm nhạc nữ nổi tiếng ở Việt Nam thành lập từ năm 1998. Đây là một trong những nhóm nhạc nữ có thời gian hoạt động lâu nhất ở Việt Nam. Hiện tại Mắt Ngọc đang hoạt động với 3 thành viên: Thúy Nga, Ngọc Dung và Mai Trinh.
Mắt Ngọc thời gian đầu có phong cách biểu diễn trẻ trung nhí nhảnh, các bài hát thường dành cho các đối tượng học sinh, sinh viên. Trong suốt quá trình hoạt động nhóm không ngừng thay đổi phong cách cho mình. Không giống như những nhóm nhạc khác, Mắt Ngọc chọn dòng nhạc mà nhóm yêu thích chứ không chạy theo thị trường.

## Lịch sử hoạt động

### Năm 1998 - 2000: Khởi đầu sự nghiệp
Từ khi còn các bé nhỏ và lớn có 3 đến 5 tuổi tham gia trong vượt qua 30 người thực tập sinh được đào tạo và do Đội ca nhà văn hóa Thiếu Nhi Thành Phố Hồ Chí Minh thành lập vào năm 1990 - 2000. Các thành viên đã bao gồm các thực sinh trẻ, nhưng vẫn chưa được ra mắt trong nhóm nhạc, tam ca, song ca hay ca sĩ solo. Nhạc sĩ Trần Thanh Tùng đang làm quản lý, hòa âm, phối khí, phòng thu độc quyền của Tùng Studio (TUNG Productions) và Nhạc sĩ Nguyễn Ngọc Thiện đang giảng dạy, biên tập và sáng tác viết lời. Tùng Studio đang quản lý các nghệ sĩ: Mắt Ngọc, TyMyTy, cặp song ca Ngọc Linh và Diễm Quyên, Ve Sầu, ca sĩ Trần Mỹ Linh.
Tháng 6 năm 1998,  Khi sự giúp đỡ của thầy giáo là Nguyễn Ngọc Thiện và Trần Thanh Tùng cũng là người đặt tên cho nhóm Mắt Ngọc, với sự góp mặt của các thành viên lựa chọn là Thu Ngọc, Anh Thúy, Duy Uyên, Thanh Ngọc. Sau đó, tiếp theo là Ngọc Châu và Ngô Quỳnh Anh vào nhóm Mắt Ngọc có ban đầu đội hình 6 người. Nhóm bắt đầu màn trình diễn với tư cách hát bè của sự kết hợp cùng ca sĩ khác trong các chương trình như Giai Điệu Châu Á, Ấn Tượng Sài Gòn 3, Hoa Hậu Hữu Nghị, Live show " Ngẫu Hứng Trần Tiến" của nhạc sĩ Trần Tiến do Hãng Phim Phương Nam và Nhà hát Hòa Bình đồng tổ chức từ năm 2000. Riêng đội hình trong liveshow "Ngẫu hứng Trần Tiến" có sự khác nhau trong 2 đêm diễn, bao gồm: Ngọc Châu, Diễm Quỳnh, Thu Ngọc, Anh Thúy (đêm diễn 1) và đêm diễn 2 thay thế Diễm Quỳnh và Anh Thúy bằng Duy Uyên và Thanh Ngọc. Diễm Quỳnh là thành viên đầu tiên và duy nhất trong đội hình nhóm Mắt Ngọc lúc bấy giờ.
Nhóm đã cho ra mắt MV đầu tiên là Xuân ơi về nhé với đội hình đầy đủ 6 thành viên, nằm trong cuốn video ca nhạc thiếu nhi Mừng Tết đến do Trùng Dương Audio - Video sản xuất năm 1998. Sau này, ra mắt quay một MV Những ước mơ với đội hình vỏn vẹn 4 thành viên do nhạc sĩ Nguyễn Ngọc Thiện sáng tác, nằm trong cuốn video Ca nhạc thiếu nhi Ông Noel dễ thương do Trùng Dương Audio - Video sản xuất năm 1999. Vào tháng 11 năm 1999, Nhóm Mắt Ngọc xuật hiện trong album đĩa đơn đầu tay "Xuân Khúc 2000" trong 3 bài hát: Xuân ơi về nhé (với Lam Trường), Lời Tình Xuân (với Thủy Tiên), Tết ơi Tết của nhóm giọng hát có 6 người do phát hành Hãng phim Phương Nam. Tuy nhiên, nhưng gần 1 năm thời gian ngắn, các thành viên Thu Ngọc, Ngọc Châu, Anh Thúy và Diễm Quỳnh rời nhóm vì lý do cá nhân. Sau đó Thu Ngọc, Ngọc Châu và Anh Thúy (trừ Diễm Quỳnh) thành lập nhóm Mây Trắng.

### Năm 2000 - 2003: Giai đoạn hoàng kim - Chia tay Ngô Quỳnh Anh
Mắt Ngọc Version 1 có thể được xem là phiên bản hoàng kim nhất trong suốt quá trình tham gia hoạt động của nhóm.
Sau sự ra đi của 3 thành viên, nhóm được bổ sung một thành viên mới là Lê Thị Thúy Nga vào tháng 12 năm 1999 (từng là thành viên sinh hoạt trong Nhà Thiếu nhi Thành phố). Những đầu năm 2000, Nhóm đã thay đổi với đội hình mới chọn 4 người cùng xuất hiện bắt đầu sự nghiệp hoạt động khá lâu.
Đến tháng 4 năm 2000, nhóm tiếp tục phát hành Album đầu tay của họ mang tên Khúc Hát Biển Xanh với hợp tác Ngọc Linh và Diễm Quyên do Trùng Dương Audio - Video sản xuất. Vào ngày 20 tháng 10 năm 2000, nhóm lấy ca khúc đầu tiên "Mùa xuân ơi" (nhạc sĩ Nguyễn Ngọc Thiện sáng tác) nằm trong phát hành album Mùa Xuân Cho Em do hãng phim Phương Nam thực hiện cho dịp Tết 2001. Nhóm ra mắt Album đầu tay vào năm 2001 với album Vol.1 "Mặt trời trước biển" do Bến Thành Audio - Video sản xuất và phát hành. Nhóm đã vì thời hạn hợp đồng với Đội ca nhà văn hoá Thiếu Nhi TP Hồ Chí Minh vào năm 2002. Mắt Ngọc bắt đầu phủ sóng trên hầu hết các chương trình trên TV đình đám thời bấy giờ như Nhóm Ca & Bạn Trẻ, Giai Điệu Tình Yêu, Nhịp Cầu Âm Nhạc,... và tạo thành xu thế cho giới trẻ thời bấy giờ với các ca khúc viết về tuổi học trò, tình cảm trong sáng và các ca khúc về cuộc sống, về thành phố,...
Đến tháng 1 năm 2001, Nhóm đã tham dự và đạt giải Mai Vàng với danh hiệu Nhóm nhạc xuất sắc nhất năm 2000. Đến tháng 4 năm 2002, Mắt Ngọc có phần trình diễn ca khúc Khúc xuân vui nằm trong liveshow Thiên đàng tuổi thơ do nhà hát Hòa Bình và hãng phim Phương Nam thực hiện.
Vào ngày 15 tháng 4 năm 2003, Từ sau cuộc chia tay với người thầy dìu dắt là nhạc sĩ Trần Thanh Tùng. Đến tháng 10 năm 2003, Ngô Quỳnh Anh rời Mắt Ngọc để vào thành lập nhóm H.A.T (gồm Lương Bích Hữu, thay thế Thu Thủy bằng Ngô Quỳnh Anh, Phạm Quỳnh Anh) năm 2004. Đây được gọi là một trong những cuộc chia tay ồn ào nhất thời bấy giờ.

### Năm 2003 - 2004: Thay đổi phong cách - Thanh Ngọc rời nhóm
Sau sự chia tay của một trong những thành viên đông fan nhất nhóm, nhóm vẫn hoạt động với 3 thành viên Thanh Ngọc, Thúy Nga, Duy Uyên.
Đến tháng 3 năm 2004, nhạc sĩ Nguyễn Ngọc Thiện quyết định tạm biệt chia tay trong nhóm Mắt Ngọc cho một món quà tri ân khán giả cũng nghe tuyển tập Album mang tên " Ngày Ấy (NS: Nguyễn Ngọc Thiện từ năm 1999 - 2003) " do Bến Thành Audio - Video sản xuất.
Với sự xáo trộn về đội hình, nhóm đã phải làm quen và bắt đầu hoạt động với đội hình 3 người. Nhóm quyết định thay đổi phong cách trưởng thành hơn, chín chắn hơn để bắt kịp xu hướng của giới trẻ thời bấy giờ nhưng vẫn giữ nét của một Mắt Ngọc mà khán giả biết trước đây. Đến tháng 8 năm 2004, Nhóm tiếp tục cũng kịp phát hành Album Vol.2 - "Cỗ Máy Tình Yêu - Trái Thơm Tình Yêu" với một số ca khúc mới bắt tai và làm lại một số ca khúc hit cũ. Album được đầu tư khá kỹ lưỡng và trau chuốt, đây là một trong những nhóm nhạc sử dụng công nghệ MV kỹ thuật mới thì rằng thành viên là Thanh Ngọc đã không tham gia các bìa ảnh trong Album Vol.2 cũng hoãn lại vô thời hạn này. Sau đó, Nhóm gửi thêm thành viên mới là Hoàng Oanh để thay thế cho Thanh Ngọc, thay đổi cả hình ảnh và phong cách âm nhạc vào tháng 10 năm 2004.
Vào ngày 1 tháng 11 năm 2004, Không lâu sau Thanh Ngọc cũng tách nhóm theo đuổi con đường solo. Theo như Thúy Nga, đây là khoảng thời gian khó khăn nhất trong giai đoạn hoạt động của nhóm, vì nhóm đã không còn người nhóm trưởng đầu tàu và giọng ca chủ lực của nhóm. Các thành viên còn lại phải tự lực cánh sinh và tiếp tục hoạt động. Tuy nhiên nhóm vẫn tôn trọng quyết định của Thanh Ngọc.

### Năm 2004 - 2010: Đa dạng phong cách - Chia tay Duy Uyên.
Đầu tháng 10 năm 2004, Đáp lại tình yêu của các fan và anh chị đồng nghiệp, Duy Uyên và Thúy Nga vẫn giữ nguyên cái tên Mắt Ngọc và tuyển thêm thành viên mới là Hoàng Oanh (Cựu thành viên nhóm nhạc Cánh Buồm Xanh).
Khoảng thời gian này,nhóm đã phát hành album Vol.3 mang tên "Đồng Dao 2007" & "Tình Yêu Con Gái" do do Hãng phim Trẻ phối hợp cùng MK Communications, Công ty TNHH  thương mại & dịch vụ Đông Hải sản xuất và album Vol.4 - "Ngọc" do Bến Thành Audio - Video thực hiện. Nếu như Album Vol.3 gồm có 2 CD cùng những bài hát thể loại dòng nhạc trẻ, nhạc quê hương và nhạc mang âm hưởng dân ca mà nhóm phối lại có sự kết hợp phong cách với các thể loại như hip hop, rock và slow thì album Vol 4 như là một cú lột xác khi album này gồm các ca khúc như dòng nhạc trữ tình và nổi tiếng của các nhạc sĩ kì cựu như Phạm Duy, Từ Huy,...
Đây là khoảng thời gian thoái trào của thế hệ nhạc Việt cuối những năm 90 do đó Mắt Ngọc cũng không ngoại lệ. Tuy không còn độ hot như những ngày đầu thành lập nhưng nhóm vẫn phủ sóng nhiều trên các chương trình truyền hình. Nhóm vẫn bắt kịp được xu thế của dòng nhạc Việt nhưng vẫn giữ nét riêng của Mắt Ngọc, đó là điều đáng quý giữa giai đoạn bão hòa này.
Vào ngày 27/6/2009, tại chương trình Hòa nhịp bạn trẻ, nhóm Mắt Ngọc đã tái hợp năm thành viên: Duy Uyên, Thúy Nga, Ngô Quỳnh Anh, Thanh Ngọc, Hoàng Oanh cùng với hai ca sĩ Thu Thủy, Hoàng Hải.
Đến tháng 3 năm 2010, Duy Uyên thành viên lớn tuổi nhất nhóm theo chồng lên xe hoa để sang Mỹ định cư và tách khỏi nhóm. Nhóm có làm tặng một đoạn video nhỏ gửi tặng lời chúc hạnh phúc cũng như tri ân Duy Uyên vì đã cống hiến cho Mắt Ngọc suốt thời gian qua. vì niềm đam mê âm nhạc hai cô gái còn lại vẫn không từ bỏ nhóm và tiếp tục tuyển thêm thành viên mới đó là Ngọc Dung (Cựu thành viên nhóm nhạc Thủy Tinh), và trong nhóm Mắt Ngọc chỉ còn mỗi Thúy Nga là thành viên trụ cột trong suốt hơn 10 năm qua.

### Năm 2010 - 2015: Duy trì hoạt động - Chia tay Hoàng Oanh
Vì niềm đam mê âm nhạc hai cô gái còn lại vẫn không từ bỏ nhóm và tiếp tục tuyển thêm thành viên mới đó là Ngọc Dung (Cựu thành viên nhóm nhạc Thủy Tinh), và trong nhóm Mắt Ngọc chỉ còn mỗi Thúy Nga là thành viên trụ cột trong suốt hơn 10 năm qua. Nhóm trình làng đội hình mới này trong bản hợp ca Sài Gòn Mãi Trong Tim Ta của nhạc sĩ Phương Uyên cùng nhiều nghệ sĩ khác.
Nhóm cũng kịp phát hành cho mình Album Vol 5 - Thành phố trẻ với các ca khúc như dòng nhạc cách mạng và năng động về thành phố sài gòn. Nhóm vẫn xuất hiện nhiều trên các sóng truyền hình nhưng không nhiều, chủ yếu là ở các sân khấu tỉnh và các vùng lân cận.
Ngày 7/7/2015, giọng ca chính của nhóm, Hoàng Oanh vừa quyết định rời khỏi nhóm để tập trung vào một số việc riêng.

### Năm 2015 - 2017: Táo bạo và trẻ trung - Ngọc Kayla rời nhóm
Sau khi chia tay Hoàng Oanh, nhóm Mắt Ngọc đón thành viên mới gia nhập là Ngọc Thương (nghệ danh: Ngọc Kayla) sinh năm 1991. Trước khi gia nhập Mắt Ngọc, Ngọc Kayla được biết đến như là một hot girl trên mạng xã hội và một ca sĩ. Sự xuất hiện của Ngọc Kayla thổi một làn gió mới vào phong cách của Mắt Ngọc.
Với sự tươi trẻ và năng động của thành viên mới này, nhóm thay đổi phong cách táo bạo hơn, trẻ trung hơn và gợi cảm hơn. Nhóm đánh dấu sự thay đổi của mình thông qua Single Real Me (2016).
Ngọc Kayla cũng tham dự chương trình giọng hát Việt (team Đông Nhi) với tư cách là thành viên nhóm Mắt Ngọc. Tuy nhiên, Ngày 19/12/2017, Trưởng nhóm Thúy Nga cũng tiết lộ sự xáo trộn nội bộ khi một thành viên trẻ của Mắt Ngọc là Ngọc Kayla sẽ rời nhóm để theo đuổi sự nghiệp riêng.

### Năm 2017- 2018: Đội hình mới - Thúy Nga tạm nghỉ, thành viên mới
Sau sự rời nhóm của Ngọc Kayla, Yến Nhi (từng là cựu thành viên nhóm nhạc GShine) sẽ là thành viên mới của nhóm.
Vào ngày 1/8/2018, Trưởng nhóm Thuý Nga tuyên bố tạm nghỉ hoạt động. Mắt Ngọc đã trở lại chính thức về sự thay đổi mới, khi giờ chỉ còn lại 2 thành viên và đón thành viên mới là Hải Như còn có nickname là Bee, sinh năm 1990. Huỳnh Hải Như từng là cuộc thi tìm kiếm " idol cc talk" xinh đẹp vừa hát hay nhưng Hot girl Bolero, cô còn tham gia thí sinh trong chương trình Ca sĩ Giấu Mặt 2016. Hiện tại cả 3 thành viên vẫn tiếp tục hoạt động làm biểu diễn sân khấu của nhóm.

### Năm 2018 - 2019: Đội hình 4 người - Hải Như rời nhóm
Ngày 6 tháng 11 năm 2018, Thúy Nga đã xuất hiện trở lại sự kết hợp cùng cả nhóm 3 thành viên trong thu âm chung ca khúc Hong Kong 1 (Cover) của nhạc sĩ Nguyễn Trọng Tài. Họ quyết định chung tay thực hiện một MV Hong Kong 1 trong đội hình 4 thành viên của nhóm Mắt Ngọc.
Việc hoạt động với 4 thành viên, nhóm đã gợi nhắc lại trong lòng người hâm mộ một hình ảnh Mắt Ngọc 4 thành viên của 20 năm trước. Sự thay đổi này giành được nhiều sự quan tâm của cộng động yêu nhạc.
Hiện nay, nhóm vẫn xuất hiện đều trên các sân khấu, các tụ điểm ca nhạc và các chương trình truyền hình dưới sự dẫn dắt của nhóm trưởng kỳ cựu Thúy Nga.
Ngày 10/3/2019, kênh Fanpage chính thức của Mắt Ngọc trên Facebook tuyên bố thành viên Hải Như sẽ không tiếp tục đồng hành cùng Mắt Ngọc trên chặng đường sắp tới. Nhóm sẽ vẫn tiếp tục hoạt động với 3 thành viên là Thúy Nga, Ngọc Dung và Yến Nhi.

### Năm 2020 - 2023: Trở lại đội hình 3 người - Thành viên Yến Nhi tạm ngừng.
Ngày 6/6/2019, Mắt Ngọc phát hành ca khúc và MV kỷ niệm 21 năm thành lập nhóm với tên Mashup 1998 bao gồm các bài hát nổi tiếng cũ của nhóm trong suốt quá trình hoạt động được phối lại theo phong cách mới với sự thể hiện của 3 thành viên hiện tại.
Ngày 28 tháng 11 năm 2020, Nhóm Mắt Ngọc đã chính thức trở lại trong tung ra mắt MV Cần Một Không Hai (Sáng tác: Cao Bá Thông) với kết hợp cùng rapper Mr. White.
Sau 6 năm, 2 nhóm nhạc quốc dân Mắt Ngọc và Mây Trắng tái ngộ trong chương trình Dấu Ấn Thời Gian với những ca khúc cùng năm tháng của hai nhạc sĩ Nguyễn Ngọc Thiện và Nguyễn Văn Hiên trên đài truyền hình Thành Phố HTV. Tháng 6 năm 2023, Thành viên Yến Nhi sẽ không tham gia văn nghệ vì công việc Her Flowers. Mắt Ngọc chỉ còn thành viên cũ và kết rạp thêm thành viên mới là Hồng Nhung (sinh năm 1995) vào đội hình mới.
Tự nhiên, thành viên là Hồng Nhung sẽ không góp mặt trong đội hình của nhóm để con đường phát triển sự nghiệp solo. Thành viên Yến Nhi trở lại sẽ hoạt động trong nhóm Mắt Ngọc song song với việc ra mắt các dự án sản phẩm solo riêng.

### Năm 2024 - nay: Đón thành viên mới, thay đổi phong cách mới
Cuối cùng, Thông báo page Facebook Mat Ngoc Band chia sẻ rằng thành viên là Yến Nhi chính thức chia tay nhóm Mắt Ngọc từ ngày 10 tháng 6 năm 2024. Bấy giờ chỉ còn 2 thành viên cũ sẽ tiếp tục hoạt động trong nhóm và đón bổ sung thêm thành viên mới là Mai Trinh (sinh năm 1999) trong vai trò là Dancer, Em Út

## Thành viên

### Thành viên hiện tại
| Nghệ danh | Nghệ danh khác      | Tên khai sinh   | Ngày sinh           | Vai trò                       |
| --------- | ------------------- | --------------- | ------------------- | ----------------------------- |
| Thúy Nga  | Tina Lê             | Lê Thị Thuý Nga | 5 tháng 3 năm 1984  | Leader, Main Vocalist         |
| Ngọc Dung | Denny Trần, Zun Zun | Trần Đặng Dung  | 18 tháng 4 năm 1985 | Vocalist, Lead Dancer, Visual |
| Mai Trinh | Lucy Hồ, Meijin     | Hồ Mai Trinh    | 28 tháng 7 năm 1999 | Lead Dancer, Maknae           |

### Thành viên cũ
| Nghệ danh        | Tên khai sinh         | Ngày sinh            | Vai trò                             |
| ---------------- | --------------------- | -------------------- | ----------------------------------- |
| Ngọc Châu        | Lê Thị Ngọc Châu      | 17 tháng 1 năm 1983  | Vocalist                            |
| Thu Ngọc         | Trần Thu Ngọc         | 29 tháng 10 năm 1983 | Leader (pre-debut), Main Vocalist   |
| Anh Thúy         | Phạm Thị Thanh Thuý   | 30 tháng 8 năm 1983  | Lead Vocalist                       |
| Diễm Quỳnh       | Nguyễn Thị Diễm Quỳnh | 8 tháng 3 năm 1983   | Main Vocalist, Sub Vocalist         |
| Quỳnh Anh        | Ngô Quỳnh Anh         | 9 tháng 5 năm 1983   | Lead Vocalist, Sub Vocalist, Center |
| Thanh Ngọc       | Lê Thanh Ngọc         | 13 tháng 8 năm 1983  | Leader, Main Vocalist. Lead Dancer  |
| Duy Uyên         | Nguyễn Ngọc Duy Uyên  | 29 tháng 7 năm 1983  | Visual, Sub Vocalist, Main Rapper   |
| Hoàng Oanh       | Đặng Thị Hoàng Oanh   | 7 tháng 5 năm 1985   | Main Vocalist                       |
| Ngọc Kayla       | Phan Thị Ngọc Thương  | 28 tháng 8 năm 1991  | Lead Vocalist, Main Dancer          |
| Hải Như          | Huỳnh Hải Như         | 9 tháng 2 năm 1990   | Vocalist, Visual                    |
| Hồng Nhung (NLY) | Đỗ Hồng Nhung         | 14 tháng 1 năm 1995  | Main Vocalist                       |
| Yến Nhi (Yinee)  | Nguyễn Yến Nhi        | 23 tháng 9 năm 1989  | Main Vocalist, Main Dancer          |

Thanh Ngọc từng là thành viên đầu tiên của nhóm, hiện tại đã tách ra hoạt động ca sĩ solo và tham gia Chương trình Chị đẹp đạp gió rẽ sóng năm 2023. Thanh Ngọc cũng tham gia đóng phim truyền hình .
Duy Uyên và Hoàng Oanh ngưng hoạt động nghệ thuật và ra nước ngoài định cư.
Ngô Quỳnh Anh tách ra và gia nhập nhóm nhạc H.A.T, cô có nhiều ca khúc thành công. Sau này Quỳnh Anh ngưng hoạt động nghệ thuật, theo học ngành marketing rồi kết hôn và rút khỏi showbiz .
Thu Ngọc, Ngọc Châu và Anh Thúy tách ra và thành lập nhóm Mây Trắng . Ngọc Kayla cũng rời nhóm để hoạt động solo.

## Các sản phẩm âm nhạc

#### Các Album đã phát hành:
| Năm  | Mở rộng album                                                       | Đội hình                                                                                    | Hợp tác cùng                                          | Hãng đĩa                                                                   | Định dạng     |
| ---- | ------------------------------------------------------------------- | ------------------------------------------------------------------------------------------- | ----------------------------------------------------- | -------------------------------------------------------------------------- | ------------- |
| 1999 | Chúc Phúc Mùa Xuân                                                  | 6 thành viên (Ngọc Châu, Duy Uyên, Thanh Ngọc, Thu Ngọc, Anh Thuý, Quỳnh Anh)               | Ngọc Linh, Diễm Quyên, nhiều nghệ sĩ                  | Trùng Dương Audio - Video                                                  | CD            |
| 1999 | Xuân Khúc 2000                                                      | 6 thành viên (Ngọc Châu, Duy Uyên, Thanh Ngọc, Thu Ngọc, Anh Thuý, Quỳnh Anh)               | Lam Trường, Thủy Tiên, nhiều nghệ sĩ                  | Hãng phim Phương Nam                                                       | CD,VCD,DVD    |
| 2000 | Hôn Môi Xa                                                          | 4 thành viên (Duy Uyên, Thanh Ngọc, Quỳnh Anh, Thúy Nga)                                    | Vân Trường, nhiều nghệ sĩ                             | Vafaco Productions                                                         | CD, Cassette  |
| 2000 | Khúc Hát Biển Xanh                                                  | 4 thành viên (Duy Uyên, Thanh Ngọc, Quỳnh Anh, Thúy Nga)                                    | Ngọc Linh, Diễm Quyên                                 | Trùng Dương Audio - Video                                                  | VCD, Cassette |
| 2000 | Vô Tình                                                             | 4 thành viên (Duy Uyên, Thanh Ngọc, Quỳnh Anh, Thúy Nga)                                    | Lam Trường                                            | Trung Tâm Băng Nhạc Trẻ                                                    | CD, Cassette  |
| 2000 | Tình Xanh                                                           | 4 thành viên (Duy Uyên, Thanh Ngọc, Quỳnh Anh, Thúy Nga)                                    | Lam Trường, Hồng Nhung, nhiều nghệ sĩ                 | Trùng Dương Audio - Video                                                  | CD            |
| 2000 | Mùa Xuân Cho Em                                                     | 4 thành viên (Duy Uyên, Thanh Ngọc, Quỳnh Anh, Thúy Nga)                                    | Ngọc Linh, Diễm quyên, nhiều nghệ sĩ                  | Hãng phim Phương Nam                                                       | VCD, CD       |
| 2001 | Ngọn Lửa Trái Tim                                                   | 4 thành viên (Duy Uyên, Thanh Ngọc, Quỳnh Anh, Thúy Nga)                                    | TyMyTy, Ve Sầu, nhiều nghệ sĩ                         | Hãng Phim Trẻ                                                              | CD            |
| 2001 | Nhịp Điệu Hồn Nhiên                                                 | 4 thành viên (Duy Uyên, Thanh Ngọc, Quỳnh Anh, Thúy Nga)                                    | nhóm TyMyTy, nhiều nghệ sĩ                            | Trung Tâm Băng Nhạc Trẻ                                                    | CD, Cassette  |
| 2001 | Trở Lại Mùa Hè                                                      | 4 thành viên (Duy Uyên, Thanh Ngọc, Quỳnh Anh, Thúy Nga)                                    | Nguyên Vũ, Vân Trường, nhiều nghệ sĩ                  | Vafaco Productions                                                         | CD, Cassette  |
| 2001 | Chuyện Lớp Tôi                                                      | 4 thành viên (Duy Uyên, Thanh Ngọc, Quỳnh Anh, Thúy Nga)                                    | nhóm TyMyTy                                           | Hãng Phim Trẻ                                                              | CD, Cassette  |
| 2001 | Đêm Lạnh - Tuấn Khoa Vol.2                                          | 4 thành viên (Duy Uyên, Thanh Ngọc, Quỳnh Anh, Thúy Nga)                                    | Tuấn Khoa, Mỹ Tâm, nhiều nghệ sĩ                      | Bến Thành Audio - Video                                                    | CD            |
| 2001 | Một Thời Để Nhớ (Nhạc sĩ: Nguyễn Văn Hiên)                          | 4 thành viên (Duy Uyên, Thanh Ngọc, Quỳnh Anh, Thúy Nga)                                    | Quang Vinh, Tam ca Áo Trắng, nhiều nghệ sĩ            | Hãng Phim Trẻ                                                              | CD            |
| 2001 | Vol.1 Mặt Trời Trước Biển                                           | 4 thành viên (Duy Uyên, Thanh Ngọc, Quỳnh Anh, Thúy Nga)                                    |                                                       | Bến Thành Audio - Video                                                    | CD, Cassette  |
| 2001 | Chúc Phúc Mùa Xuân                                                  | 4 thành viên (Duy Uyên, Thanh Ngọc, Quỳnh Anh, Thúy Nga)                                    | TyMyTy, Ve Sầu, Hồn Nhiên                             | Bến Thành Audio - Video                                                    | CD            |
| 2002 | Vol.2 Tí Tách Mưa                                                   | 4 thành viên (Duy Uyên, Thanh Ngọc, Quỳnh Anh, Thúy Nga)                                    | nhóm TyMyTy                                           | Hãng Phim Trẻ                                                              | CD, Cassette  |
| 2002 | Tháng Năm Êm Đềm                                                    | 4 thành viên (Duy Uyên, Thanh Ngọc, Quỳnh Anh, Thúy Nga)                                    | Mỹ Tâm, Việt Quang, nhiều nghệ sĩ                     | Hãng Phim Bông Sen                                                         | CD, Cassette  |
| 2002 | Sài Gòn Dance Remix                                                 | 4 thành viên (Duy Uyên, Thanh Ngọc, Quỳnh Anh, Thúy Nga)                                    | TyMyTy, nhiều nghệ sĩ                                 | Bến Thành Audio - Video                                                    | CD            |
| 2002 | Điệp Khúc Samba - Sóng Tình                                         | 4 thành viên (Duy Uyên, Thanh Ngọc, Quỳnh Anh, Thúy Nga)                                    | nhóm TyMyTy, D&D, MTV, The Bells                      | Bến Thành Audio - Video                                                    | CD            |
| 2002 | Rock Vầng Trăng                                                     | 4 thành viên (Duy Uyên, Thanh Ngọc, Quỳnh Anh, Thúy Nga)                                    | Mỹ Tâm, Lam Trường, nhiều nghệ sĩ                     | Trung Tâm Băng Nhạc Trẻ                                                    | CD            |
| 2002 | Mùa Xuân Em Hát                                                     | 4 thành viên (Duy Uyên, Thanh Ngọc, Quỳnh Anh, Thúy Nga)                                    | Đan Trường, Cẩm Ly, nhiều nghệ sĩ                     | Bến Thành Audio - Video, Kim Lợi Studio                                    | CD            |
| 2002 | Mừng Tân Hôn                                                        | 4 thành viên (Duy Uyên, Thanh Ngọc, Quỳnh Anh, Thúy Nga)                                    | Lam Trường, Minh Thuận, nhiều nghệ sĩ                 | Hãng Phim Trẻ                                                              | CD, Cassette  |
| 2002 | Ngày Thơ Ơi                                                         | 4 thành viên (Duy Uyên, Thanh Ngọc, Quỳnh Anh, Thúy Nga)                                    | nhóm TyMyTy                                           |                                                                            | CD            |
| 2002 | Môi Hồng (Single VCD)                                               | 4 thành viên (Duy Uyên, Thanh Ngọc, Quỳnh Anh, Thúy Nga)                                    | nhóm TyMyTy                                           | Bến Thành Audio - Video                                                    | VCD           |
| 2003 | Dường Như Là Tình Cờ                                                | 4 thành viên (Duy Uyên, Thanh Ngọc, Quỳnh Anh, Thúy Nga)                                    | Diễm Quyên, nhiều nghệ sĩ                             | Hãng Phim Bông Sen                                                         | CD            |
| 2003 | Người Ấy (10 tình khúc Nguyễn Ngọc Thiện phổ thơ Nguyễn Thái Dương) | 4 thành viên (Duy Uyên, Thanh Ngọc, Quỳnh Anh, Thúy Nga)                                    | Mỹ Tâm, nhiều nghệ sĩ                                 | Hãng phim Phương Nam                                                       | CD            |
| 2004 | Ngày Ấy...! (Nhạc sĩ: Nguyễn Ngọc Thiện từ năm 1999 - 2003)         | 4 thành viên (Duy Uyên, Thanh Ngọc, Quỳnh Anh đã rời nhóm, Thúy Nga)                        |                                                       | Bến Thành Audio - Video                                                    | CD            |
| 2004 | Vol.2 Cỗ Máy Tình Yêu - Trái Thơm Tình Yêu                          | 3 thành viên (Duy Uyên, Thanh Ngọc đã rời nhóm để thay vào vị trí của Hoàng Oanh, Thúy Nga) |                                                       | Hãng Phim Trẻ                                                              | CD, VCD       |
| 2005 | Đành Cách Xa                                                        | 3 thành viên (Duy Uyên, Thúy Nga, Hoàng Oanh)                                               | Anh Thúy, Nghệ sĩ                                     | Golden Fish                                                                | CD            |
| 2006 | Tình Nồng Cháy 2                                                    | 3 thành viên (Duy Uyên, Thúy Nga, Hoàng Oanh)                                               | Lâm Vũ, Nghệ sĩ                                       | Hãng Phim Trẻ                                                              | CD            |
| 2007 | Wow! Em đã về                                                       | 3 thành viên (Duy Uyên, Thúy Nga, Hoàng Oanh)                                               | Bằng Cường, Kiwi Ngô Mai Trang, Vy Oanh, Nhật Kim Anh | Hãng phim Phương Nam                                                       | CD, VCD       |
| 2007 | Điều Kỳ Diệu...Những Giấc Mơ                                        | 3 thành viên (Duy Uyên, Thúy Nga, Hoàng Oanh)                                               | Khương Duy                                            | Vafaco Productions                                                         | DVD, CD       |
| 2007 | Vol.3 Đồng Dao 2007 - Tình Yêu Con Gái                              | 3 thành viên (Duy Uyên, Thúy Nga, Hoàng Oanh)                                               |                                                       | Hãng Phim Trẻ Công ty TNHH thương mại & dịch vụ Đông Hải MK Communications | Bộ 2 CD       |
| 2009 | Vol.4 Ngọc                                                          | 3 thành viên (Duy Uyên, Thúy Nga, Hoàng Oanh)                                               |                                                       | Bến Thành Audio -Video                                                     | CD            |
| 2011 | Thành Phố Trẻ                                                       | 3 thành viên (Thúy Nga, Hoàng Oanh, Ngọc Dung)                                              |                                                       | Bến Thành Audio - Video                                                    | CD            |

#### Các Single đã phát hành:
| Năm  | Single                          | Đội hình                                       | Hợp tác cùng    | Hãng đĩa | Định dạng                    |
| ---- | ------------------------------- | ---------------------------------------------- | --------------- | -------- | ---------------------------- |
| 2012 | Ký Ức In Trong Nắng             | 3 thành viên (Thúy Nga, Hoàng Oanh, Ngọc Dung) | nhóm SMS        | Không có | Online                       |
| 2013 | Không Cần...Người Nói           | 3 thành viên (Thúy Nga, Hoàng Oanh, Ngọc Dung) |                 | Không có | Online                       |
| 2014 | Xuân Ca 2014                    | 3 thành viên (Thúy Nga, Hoàng Oanh, Ngọc Dung) | Phạm Thái Thành | Không có | Online                       |
| 2016 | Love Summer (Gọi Hè Yêu Thương) | 3 thành viên (Thúy Nga, Ngọc Dung, Ngọc Kayla) | V.Music New     | Không có | Online, MP3 Zing             |
| 2016 | Tuổi Trẻ Thành Phố Bác          | 3 thành viên (Thúy Nga, Ngọc Dung, Ngọc Kayla) | nhóm 135 Band   | Không có | Online, MP3 Zing             |
| 2016 | Real Me                         | 3 thành viên (Thúy Nga, Ngọc Dung, Ngọc Kayla) |                 | Không có | Online, MP3 Zing             |
| 2018 | Chia Tay Thôi Mà                | 3 thành viên (Thúy Nga, Ngọc Dung, Yến Nhi)    |                 | Không có | Online                       |
| 2018 | Những Nụ Cười Trở Lại           | 3 thành viên (Thúy Nga, Ngọc Dung, Yến Nhi)    | Lưu Minh Tuấn   | Không có | Online, tải nhạc kỹ thuật số |
| 2022 | Liệu Có Đáng Không              | 3 thành viên (Thúy Nga, Ngọc Dung, Yến Nhi)    |                 | Không có | Online, tải nhạc kỹ thuật số |

## Video ca nhạc
Danh sách video ca nhạc có cái tên là Mắt Ngọc của nhóm
| Năm  | Video                             | Lựa chọn từng thành viên                                       | Hợp tác                    |
| ---- | --------------------------------- | -------------------------------------------------------------- | -------------------------- |
| 1999 | Xuân ơi về nhé                    | Thanh Ngọc, Duy Uyên, Thu Ngọc, Ngọc Châu, Anh Thúy, Quỳnh Anh |                            |
| 1999 | Những ước mơ                      | Thanh Ngọc, Duy Uyên, Thu Ngọc, Anh Thúy                       |                            |
| 1999 | Tết ơi tết                        | Thanh Ngọc, Duy Uyên, Thu Ngọc, Ngọc Châu, Anh Thúy, Quỳnh Anh |                            |
| 1999 | Xuân ơi về nhé                    | Duy Uyên, Thu Ngọc, Ngọc Châu, Anh Thúy, Quỳnh Anh             | Lam Trường                 |
| 2000 | Mùa xuân ơi                       | Thanh Ngọc, Duy Uyên, Quỳnh Anh, Thúy Nga                      |                            |
| 2000 | Khúc nhạc vui                     | Thanh Ngọc, Duy Uyên, Quỳnh Anh, Thúy Nga                      |                            |
| 2000 | Trở lại mùa hè                    | Thanh Ngọc, Duy Uyên, Quỳnh Anh, Thúy Nga                      |                            |
| 2000 | Xa mùa ô mai                      | Thanh Ngọc                                                     |                            |
| 2000 | Mưa tây nguyên                    | Quỳnh Anh, Thúy Nga                                            |                            |
| 2000 | Khúc hát biển xanh                | Duy Uyên                                                       |                            |
| 2001 | Khi đời có em (Nhạc phim)         | Thanh Ngọc, Duy Uyên, Quỳnh Anh, Thúy Nga                      |                            |
| 2001 | Trường xưa yêu dấu (HTV)          | Thanh Ngọc, Duy Uyên, Quỳnh Anh, Thúy Nga                      |                            |
| 2002 | Vô tình (VTV Bài hát tôi yêu)     | Thanh Ngọc, Duy Uyên, Quỳnh Anh, Thúy Nga                      |                            |
| 2002 | Gió bay trên đồi                  | Thanh Ngọc, Duy Uyên, Quỳnh Anh, Thúy Nga                      |                            |
| 2002 | Dáng ngọc                         | Thanh Ngọc, Duy Uyên, Quỳnh Anh, Thúy Nga                      |                            |
| 2002 | Lời nhắn nhủ dễ thương            | Thanh Ngọc, Duy Uyên, Quỳnh Anh, Thúy Nga                      |                            |
| 2003 | Hát cùng mùa xuân                 | Thanh Ngọc, Duy Uyên, Quỳnh Anh, Thúy Nga                      |                            |
| 2004 | Trái thơm tình yêu                | Thanh Ngọc, Duy Uyên, Thúy Nga                                 |                            |
| 2004 | Ngày xưa yêu dấu                  | Thanh Ngọc, Duy Uyên, Thúy Nga                                 |                            |
| 2004 | Yêu vì yêu                        | Thanh Ngọc, Duy Uyên, Thúy Nga                                 |                            |
| 2004 | Cỗ máy tình yêu                   | Thanh Ngọc, Duy Uyên, Thúy Nga                                 |                            |
| 2006 | Hãy tin tình anh                  | Duy Uyên, Thúy Nga, Hoàng Oanh                                 | Đoàn Việt Phương           |
| 2006 | Giăng câu                         | Duy Uyên, Thúy Nga, Hoàng Oanh                                 | Thiên Trường & Địa Hải     |
| 2007 | Ánh mắt mong chờ                  | Duy Uyên, Thúy Nga, Hoàng Oanh                                 | Khương Duy                 |
| 2007 | Tình yêu đẹp                      | Duy Uyên, Thúy Nga, Hoàng Oanh                                 | Bằng Cường                 |
| 2009 | Đôi tim yêu                       | Duy Uyên, Thúy Nga, Hoàng Oanh                                 | Bằng Cường                 |
| 2010 | Xa cách                           | Thúy Nga, Hoàng Oanh, Ngọc Dung                                |                            |
| 2011 | Dù có ra sao                      | Thúy Nga, Hoàng Oanh, Ngọc Dung                                |                            |
| 2011 | Em muốn làm ca sĩ                 | Thúy Nga, Hoàng Oanh, Ngọc Dung                                | Nhật Lan Vy                |
| 2012 | Dành tặng riêng anh               | Thúy Nga, Hoàng Oanh, Ngọc Dung                                |                            |
| 2014 | Hát về Côn đảo hôm nay (HTV)      | Thúy Nga, Hoàng Oanh, Ngọc Dung                                |                            |
| 2015 | Xuân ca (HTV)                     | Thúy Nga, Hoàng Oanh, Ngọc Dung                                |                            |
| 2015 | Gọi tên ngày mai (HTV)            | Thúy Nga, Hoàng Oanh, Ngọc Dung                                |                            |
| 2015 | Thành phố trẻ (HTV)               | Thúy Nga, Ngọc Dung                                            |                            |
| 2016 | Real Me                           | Thúy Nga, Ngọc Dung, Ngọc Kayla                                |                            |
| 2016 | Tết hạnh phúc sum vầy             | Thúy Nga, Ngọc Dung, Ngọc Kayla                                | Mây Trắng, V.Music, Tốp Ca |
| 2017 | Hành trình trên đất phù sa (HTV)  | Thúy Nga, Ngọc Dung, Ngọc Kayla                                |                            |
| 2018 | Xuân chiến khu (HTV)              | Thúy Nga, Ngọc Dung, Yến Nhi                                   |                            |
| 2018 | Lý mừng xuân (HTV)                | Thúy Nga, Ngọc Dung, Yến Nhi                                   | Thủy Trinh                 |
| 2018 | Hong Kong 1 (Cover)               | Thúy Nga, Ngọc Dung, Yến Nhi, Hải Như                          |                            |
| 2019 | Mashup 1998                       | Thúy Nga, Ngọc Dung, Yến Nhi                                   |                            |
| 2019 | Anh nên yêu cô ấy                 | Yến Nhi                                                        |                            |
| 2020 | Hát cùng mùa xuân (Remix Version) | Thúy Nga, Ngọc Dung, Yến Nhi                                   |                            |
| 2020 | Bao la những trái tim hồng        | Thúy Nga, Ngọc Dung, Yến Nhi                                   | Nguyễn Phi Hùng, Tốp ca    |
| 2020 | Đến Những Nơi Đang Cần Chúng Ta   | Thúy Nga, Ngọc Dung, Yến Nhi                                   | Nguyễn Phi Hùng, Tốp ca    |
| 2020 | Cần Một Không Hai (Cần 102)       | Thúy Nga, Ngọc Dung, Yến Nhi                                   | Mr White                   |
| 2021 | Đêm đêm con vẫn gọi Bác           | Thúy Nga, Ngọc Dung, Yến Nhi                                   | nhóm Lạc Việt              |
| 2022 | Mật Ngọt Mất Hoa                  | Thúy Nga, Ngọc Dung, Yến Nhi                                   |                            |
| 2022 | Liệu Có Đáng Không                | Thúy Nga, Ngọc Dung, Yến Nhi                                   |                            |

## Giải thưởng và đề cử
| Năm  | Giải thưởng               | Hạng mục                      | Tác phẩm               | Kết quả   | Nguồn |
| ---- | ------------------------- | ----------------------------- | ---------------------- | --------- | ----- |
| 2000 | Giải Mai Vàng             | Nhóm nhạc được yêu thích nhất | Liên khúc Tuổi học trò | Đoạt giải |       |
| 2002 | Bài hát tôi yêu (VTV)     | Top 10 video được yêu thích   | MV" Vô Tình"           | Đề cử     |       |
| 2003 | Ngôi sao Bạch Kim         | Nhóm nhạc triển vọng          |                        | Đoạt giải |       |
| 2006 | Ngôi sao Bạch Kim         | Nhóm nhạc được yêu thích nhất |                        | Đề cử     |       |
| 2007 | Album Vàng - lần thứ nhất | Top 5 album của tháng         |                        | Đề cử     |       |